# 菅原ななこ
菅原 ななこ（すがわら ななこ、2001年1月16日 - ）は、宮城県仙台市出身の女子競輪選手。日本競輪選手会宮城支部所属、ホームバンクは宮城県自転車競技場。日本競輪選手養成所第120期生。師匠は三澤勝成（83期）。

## 経歴
東北高等学校で自転車競技をはじめ、2018年インターハイ女子2kmインディヴィデュアル・パーシュート3位。2017全日本選手権ロードライムトライアル17歳以下1位となるなど実績を残した。
2020年1月16日、日本競輪選手養成所第120回技能試験に合格。養成所競走成績は13位（0勝）。
2021年5月1日、静岡競輪場でデビューし3着。初勝利は同年5月3日の静岡競輪場で挙げた。
2025年4月24日、高知FIIで初優勝。